# Санта-Рита-ду-Паса-Куатру
Са́нта-Ри́та-ду-Па́са-Куа́тру (порт. Santa Rita do Passa Quatro) — муниципалитет в Бразилии, входит в штат Сан-Паулу. Составная часть мезорегиона Рибейран-Прету. Входит в экономико-статистический микрорегион Рибейран-Прету. Население составляет 27 627 человек на 2006 год. Занимает площадь 752,993 км². Плотность населения — 36,7 чел./км².
Праздник города — 22 мая.

## История
Город основан в 1885 году.

## Статистика
- Валовой внутренний продукт на 2003 год составлял 358 391 238,00 реалов (данные: Бразильский институт географии и статистики).
- Валовой внутренний продукт на душу населения на 2003 год составлял 13 301,34 реал (данные: Бразильский институт географии и статистики).
- Индекс развития человеческого потенциала на 2000 года составлял 0,832 (данные: Программа развития ООН).

## География
Климат местности: тропический. В соответствии с классификацией Кёппена, климат относится к категории Cwa.